# 程嘉賓
程嘉賓，号虚峒、鹿苹，四川承宣佈政使司富順縣人。明朝解元、政治人物。

## 生平
明神宗萬曆二十五年（1597年），中式丁酉科四川鄉試第一名舉人（解元）。二十六年聯捷戊戌科進士，吏部觀政，本年授行人，三十三年升戶部主事，三十六年大運所倉，升員外，丁憂，三十九年京察，降兩浙運判，四十一年升廣東司主事，四十二年丁憂，四十四年除補工部都水司主事，管六科郎，四十七年升都水司員外，管理通惠河道，四十八年升本司郎中，天啓二年（1622年）升陝西參議，三年京察。。

## 家族
曾祖程文。祖父程宇。父程明德。